# Tropidodipsas fischeri
Tropidodipsas fischeri — вид змій родини полозових (Colubridae). Мешкає в Мексиці і Центральній Америці.

## Поширення і екологія
Tropidodipsas fischeri мешкають в горах на півдні Мексики (в штатах Оахака і Чіапас, на півдні Мексиканського нагір'я та в горах Сьєрра-Мадре-де-Чіапас), в Гватемалі, Сальвадорі і Гондурасі. Вони живуть у вологих гірських сосново-дубових лісах, на висоті від 1340 до 2150 м м над рівнем моря. Ведуть наземний, денний спосіб життя. Живляться переважно равликами і слимаками.